# Битка при Малплаке
Битката при Малплаке (на валонски език: Malplaquet, град в Нидерландия, (дн. в Белгия) е голямо сражение, което се състои на 11 септември 1709 г. между 90-хилядна френска армия, начело с маршал Вилар и 100-хилядна англо-холандско-австрийска армия, командвана от Евгений Савойски и херцог Марлборо.

## Предистория
През Войната за испанското наследство (1701 – 1714) Франция търпи серия поражения между 1704 и 1708 г., като един след друг с нерешителност или липса на достатъчно находчивост се компрометират най-важните ѝ генерали – Талар, Вилроа, Вандом. Единствената надежда на Луи XIV остава маршал Вилар, който все още не е побеждаван. Когато поема командването на северната френска армия, екипирана и сформирана с последни усилия, той получава задача да маневрира срещу противниците си, като избягва решително сражение. Марлборо и Евгений обаче успешно превземат крепостта Турне и обсаждат Монс, което кара френското командване да промени стратегията и заповядва на Вилар да предизвика битка, за да спаси Монс. Вилар се разполага на удобни позиции близо до крепостта, при Малплаке, а съюзническото командване приема предизвикателството и на 9 септември съсредоточава силите си срещу него.

## Ход на битката
Както обикновено, Марлборо поема лявото крило, а принц Евгений дясното. Техният план не се отличава съществено от плановете в битките при Бленхайм и Рамили, където е довел до забележителен успех. Първо целта им е да атакуват крилата на Вилар, за да го накарат да изпрати резервите си в двете посоки, а после да стоварят цялата си мощ върху центъра. Ако той издържи, да сломят окончателно съпротивата с нов флангови удар. Изобщо, те разчитат на по-бързото маневриране. Само че този път срещу тях е много компетентен военачалник, който при това си е взел поука от пораженията на предшествениците си. В началото на битката Евгений атакува по-остро и Вилар е принуден да изпрати подкрепленията си на лявото крило. В ожесточения бой Евгений е ранен два пъти, но отказва да напусне бойното поле, Вилар също получава тежка рана и е изнесен от войниците, оставяйки маршал Буфлер да продължи битката. Във върховния момент на този сблъсък Марлборо обявява масова атака на своя фланг, но предвиждайки това, Вилар е приготвил тайни резерви, които сега Буфлер хвърля, за да запази положението. Тогава двамата съюзнически командири използват и последните си резерви за решаващ удар и виждайки, че няма повече какво да им противопостави, Буфлер заповядва всеобщо отстъпление. Французите се оттеглят в пълен ред и не са преследвани, тъй като жертвите между съзниците са огромни.

## Значение
Французите изгубват 5000 души и 8000 ранени, докато съюзниците дават 7000 убити и 14 000 ранени. Това прави битката най-кървавата не само през войната и през цялата епоха на Луи ХІV, но и в следващите 100 години чак до победата на Наполеон при Бородино (1812 г.). От стратегическа гледна точка съюзниците печелят, тъй като Монс, оставен без помощ, пада на следващия месец. От морална гледна точка обаче Вилар тържествува, тъй като за пръв път френската армия не само издържа пред блестящите съюзнически генерали, но и им причинява повече жертви, отколкото самата тя понася. Тази битка е повратен момент и е преход от периода, в който съюзниците имат надмощие, към нов период на равновесие. Три години по-късно с победата си при Денен Вилар окончателно решава войната в полза на Франция.